# Brachiaria eminii
Brachiaria eminii là một loài thực vật có hoa trong họ Hòa thảo. Loài này được (Mez) Robyns mô tả khoa học đầu tiên năm 1932.